# Finale de la Ligue des champions de l'UEFA 1998-1999
La finale de la Ligue des champions de l'UEFA 1998-1999 est la 44e de l'histoire de la compétition. Elle voit le club de Manchester United remporter une deuxième C1 aux dépens du Bayern Munich.
Cette finale est considérée pour beaucoup comme un modèle de ténacité de la part des Anglais. En effet, menés au score durant tout le match, ils inscrivent deux buts lors des arrêts de jeu.

## Contexte
Manchester United et le Bayern Munich s'étaient rencontrés seulement deux fois dans cette compétition avant la finale.
Bien qu'il s'agisse de la deuxième saison de la Ligue des Champions à présenter désormais également des clubs n'ayant pas gagné leurs championnat nationaux la saison précédente, Manchester United et le Bayern Munich furent les premiers de ces clubs à atteindre la finale de la compétition. Néanmoins, les deux démarrèrent la finale en tant que champions, après avoir remporté leurs championnats nationaux en 1998-99 : le Bayern Munich la Bundesliga avec un match nul 1-1 contre le Hertha BSC le 9 mai, tandis que Manchester United était sacré à la dernière journée de la saison (16 mai), quand ils revinrent de 1-0 contre Tottenham Hotspur pour gagner 2-1 et devancer Arsenal d'un point. Les deux équipes jouaient également pour le triplé : en plus de leur victoire en championnat, Manchester United avait battu Newcastle United lors de la finale de FA Cup 1999 le 22 mai pour le doublé, tandis que le Bayern jouait le Werder Brême pour la finale de DFB Pokal Cup 1999.

## Parcours des finalistes
Note : dans les résultats ci-dessous, le score du finaliste est toujours donné en premier (D : domicile ; E : extérieur).
| Rang | Équipe            | Pts | J | G | N | P | Bp | Bc | Diff |
| ---- | ----------------- | --- | - | - | - | - | -- | -- | ---- |
| 1    | Bayern Munich     | 11  | 6 | 3 | 2 | 1 | 9  | 6  | +3   |
| 2    | Manchester United | 10  | 6 | 2 | 4 | 0 | 20 | 11 | +9   |
| 3    | FC Barcelone      | 8   | 6 | 2 | 2 | 2 | 11 | 9  | +2   |
| 4    | Brøndby IF        | 3   | 6 | 1 | 0 | 5 | 4  | 18 | -14  |

| Rang | Équipe            | Pts | J | G | N | P | Bp | Bc | Diff |
| ---- | ----------------- | --- | - | - | - | - | -- | -- | ---- |
| 1    | Bayern Munich     | 11  | 6 | 3 | 2 | 1 | 9  | 6  | +3   |
| 2    | Manchester United | 10  | 6 | 2 | 4 | 0 | 20 | 11 | +9   |
| 3    | FC Barcelone      | 8   | 6 | 2 | 2 | 2 | 11 | 9  | +2   |
| 4    | Brøndby IF        | 3   | 6 | 1 | 0 | 5 | 4  | 18 | -14  |

## Avant-match

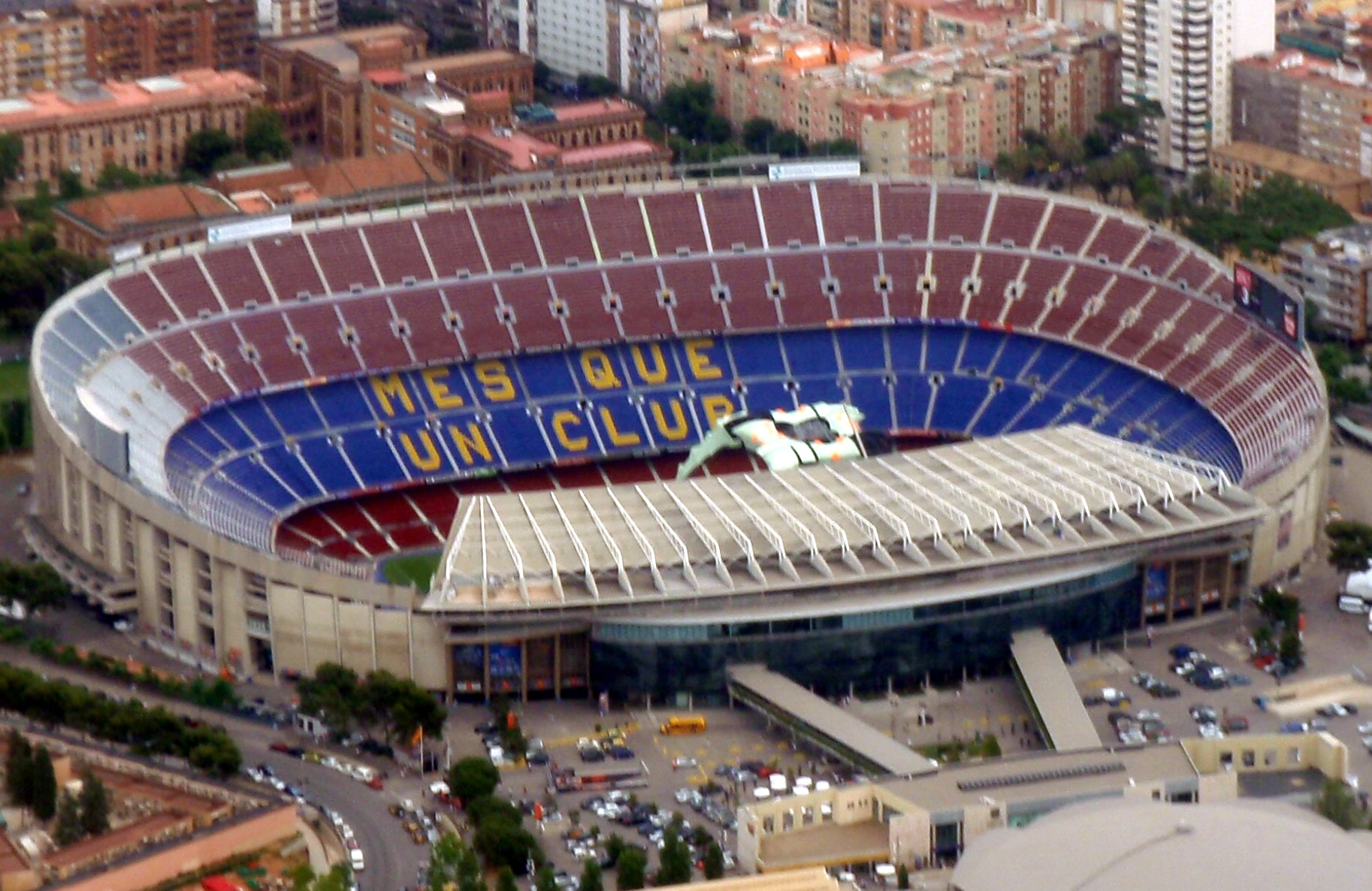
Le Camp Nou est le plus grand stade d'Europe et peut accueillir 98 787 visiteurs.

### Stade
Le Camp Nou de Barcelone fut choisi pour accueillir la finale lors d'une réunion du comité exécutif de l'UEFA le 6 octobre 1998 à Lisbonne. Les autres stades candidats étaient le Stade Vélodrome de Marseille et le Stade de Wembley de Londres, mais le Camp Nou fut choisi pour le centenaire du club catalan. Certaines sections du stade furent fermées pour des raisons de sécurité pour la finale, réduisant la capacité à 92.000 places. 

### Diffusion
En Angleterre, le match est diffusé sur ITV sport, en Allemagne sur RTL TV, en Espagne sur TVE et en France sur TF1.

## Résumé de la rencontre

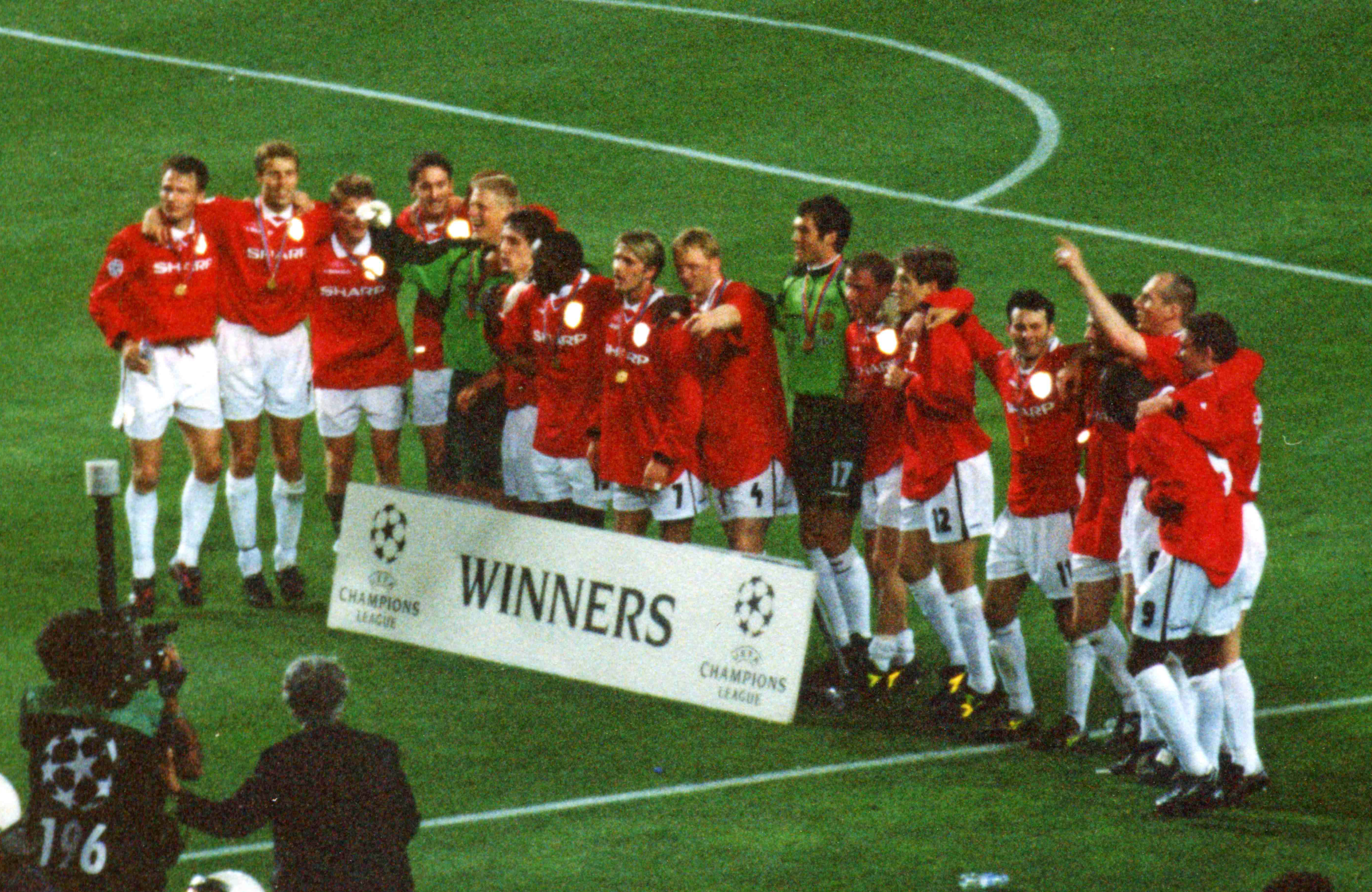
Les joueurs de Manchester United célébrant la victoire

Les Allemands ouvrent très tôt le score sur un coup franc de Mario Basler. La formation de Ottmar Hitzfeld maitrise assez bien son sujet, rarement inquiétée, elle manquera de justesse de doubler la mise par deux fois avec deux tirs qui heurtent les montants de Peter Schmeichel. De son côté, Oliver Kahn devra attendre la 82e minute pour devoir effectuer son véritable premier arrêt. Alex Ferguson l'entraineur de Manchester fait entrer deux joueurs neufs sur la pelouse pour les vingt dernières minutes. Il s'agit de Teddy Sheringham, et de Ole Gunnar Solskjær. Les deux protagonistes marqueront dans les arrêts de jeu respectivement à la 91e et 93e. David Beckham dans les arrêts de jeu tire l'avant dernier corner de la rencontre, la défense bavaroise se dégage mal Ryan Giggs veut en profiter mais manque sa frappe qui semble sortir en 6 mètres, c'est alors que Sheringham surgit à proximité du poteau gauche et égalise. Deux minutes plus tard sur un dernier corner tiré par Beckham, Sheringham remise de la tête pour Solskjær qui à bout portant trompe le portier bavarois (2-1).

## Feuille de match
| 26 mai 1999 | Manchester United                 | 2 – 1   | Bayern Munich | Camp Nou, Barcelone                                |                                                    |
| 20:45 CET   | Sheringham 90+1e · Solskjær 90+3e | (0 - 1) | Basler 6e     | Spectateurs : 90 045 Arbitrage : Pierluigi Collina | Spectateurs : 90 045 Arbitrage : Pierluigi Collina |
| 20:45 CET   | Rapport                           |         |               | Spectateurs : 90 045 Arbitrage : Pierluigi Collina | Spectateurs : 90 045 Arbitrage : Pierluigi Collina |

| Manchester United | Bayern Munich |

| MANCHESTER UNITED: |    |                      |  |     |
|                    |    |                      |  |     |
| GK                 | 1  | Peter Schmeichel     |  |     |
| RB                 | 2  | Gary Neville         |  |     |
| CB                 | 5  | Ronny Johnsen        |  |     |
| CB                 | 6  | Jaap Stam            |  |     |
| LB                 | 3  | Denis Irwin          |  |     |
| RM                 | 11 | Ryan Giggs           |  |     |
| CM                 | 7  | David Beckham        |  |     |
| CM                 | 8  | Nicky Butt           |  |     |
| LM                 | 15 | Jesper Blomqvist     |  | 67e |
| CF                 | 19 | Dwight Yorke         |  |     |
| CF                 | 9  | Andy Cole            |  | 81e |
| Remplaçants :      |    |                      |  |     |
| GK                 | 17 | Raimond van der Gouw |  |     |
| DF                 | 4  | David May            |  |     |
| DF                 | 12 | Philip Neville       |  |     |
| DF                 | 30 | Wes Brown            |  |     |
| MF                 | 34 | Jonathan Greening    |  |     |
| FW                 | 10 | Teddy Sheringham     |  | 67e |
| FW                 | 20 | Ole Gunnar Solskjær  |  | 81e |
| Manager :          |    |                      |  |     |
| Alex Ferguson      |    |                      |  |     |

| BAYERN MUNICH:  |    |                    |     |     |
|                 |    |                    |     |     |
| GK              | 1  | Oliver Kahn        |     |     |
| SW              | 10 | Lothar Matthäus    |     | 80e |
| RB              | 2  | Markus Babbel      |     |     |
| CB              | 25 | Thomas Linke       |     |     |
| CB              | 4  | Samuel Kuffour     |     |     |
| LB              | 18 | Michael Tarnat     |     |     |
| CM              | 11 | Stefan Effenberg   | 60e |     |
| CM              | 16 | Jens Jeremies      |     |     |
| RF              | 14 | Mario Basler       |     | 90e |
| CF              | 19 | Carsten Jancker    |     |     |
| LF              | 21 | Alexander Zickler  |     | 71e |
| Remplaçants :   |    |                    |     |     |
| GK              | 22 | Bernd Dreher       |     |     |
| DF              | 5  | Thomas Helmer      |     |     |
| MF              | 7  | Mehmet Scholl      |     | 71e |
| MF              | 8  | Thomas Strunz      |     |     |
| MF              | 17 | Thorsten Fink      |     | 80e |
| MF              | 20 | Hasan Salihamidžić |     | 90e |
| FW              | 24 | Ali Daei           |     |     |
| Manager :       |    |                    |     |     |
| Ottmar Hitzfeld |    |                    |     |     |

| Homme du match : Mario Basler (Bayern Munich) Arbitres assistants : Gennaro Mazzei Claudio Puglisi Arbitre de réserve : Fiorenzo Treossi |